# 中国中央电视台财经频道
中国中央电视台财经频道（频道呼号： 财经）是中国中央电视台拥有的一条以普通话广播为主的频道，也是中国大陆第一个彩色电视频道。该频道以专业财经信息为核心内容，以生活服务和消费时尚为辅助内容。

## 历史与发展
1973年5月1日，北京电视台彩色电视试播节目开播，每周二、四、六、日晚上在北京地区8频道播出，10月1日正式播出，1974年5月8日改为每晚播出，以教育节目为主。之后该频道确定为北京电视台（以及日后的中央电视台）的第二套节目，当时北京地区的报纸节目表（如《人民日报》）也会以“（北京电视台）8频道”称呼该频道。
1984年12月，中央电视台成立经济部，专门负责制作经济方面的节目。1985年1月1日，开办了第一个经济新闻节目《经济生活》。1985年3月，国务院副总理万里提出，要办一个以经济新闻、经济信息、商业行情和广告为主的经济电视台。1986年3月，国务院副总理李鹏批示当年年底“中央电视台开办一套经济信息节目，以适应四化建设需要”。同年12月25日，《英语新闻》节目在第二套節目首次试播，并于5天后（12月30日）晚上20点30分正式播出，每周6次，节目时间15-20分钟。
1987年2月1日，中央电视台以传播经济信息为特点的第二套节目正式上星，由面向北京地区播出改为面向全国播出，每天21点播出经济栏目《综合经济信息》，18点30分播出农业、科技节目，22点后播出两小时英文（后期增加中文和法语）国际传送节目，其他时段播放电影、电视剧和文艺、体育节目。
1989年7月起《英语新闻》实现每日播出；1991年7月改由对外中心（中央电视台中文国际频道前身）制作，节目时间增加到25分钟。1989年12月18日，《综合经济信息》改版为《经济半小时》，1991年起举办每年一次的315晚会。1992年8月31日，由中央电视台与各省市电视台共同开办的《经济信息联播》开播。
1992年10月1日，CCTV-4开播，每天下午13:00-19:00同步播出该频道的节目内容；同时，《英语新闻》节目开始与CCTV-4并机直播。这一安排延续到至1995年。之后，《法语新闻》开播，并陆续增加了一些英语专题栏目。

### 经济·综合频道
1993年，央视二套重新定位成“以經濟為主的綜合頻道”，经济节目时段开头呼号为“中央电视台经济节目” 。
1996年6月，中央电视台经济部由新闻中心划归广告经济信息中心。7月10日，中央电视台经济节目进行大规模改版，形成了以《中国财经报道》为主体的财经新闻类节目，以《经济半小时》为主体的深度报道节目，以《生活》为主体的生活服务类节目，以《供求热线》《商务电视》为主体的经营类节目。

### 经济·生活·服务频道
2000年7月3日，央视二套改版，改版后呼号改为“经济·生活·服务频道”，迈出了频道专业化改革的重要一步。改版后该频道加大经济生活服务类节目比重；节目播出时间与电视观众收视规律相符合，对原有名牌栏目的播出时间进行调整；节目形态与观众欣赏习惯相一致，新推出的栏目更具平民性和服务性。推出了《证券时间》、《地球报告》（后更名为《地球故事》）、《开心辞典》、《对话》、《证券之夜》（后更名为《今日证券》）、《清风车影》、《中国房产报道》、《互联时代》等适应时代需求、创意独特、制作手段先进的8个按需设计的新型栏目，随后又推出了专业性栏目《艺术品投资》 。
2003年5月，中央电视台广告经济信息中心启动频道制改革试点工作，撤销经济部、信息部建制，原两部门栏目以“合并同类项原则”组建资讯、财经、服务、专题、特别工作室，淡化行政级别，构建频道总监、工作室主任、制片人三级组织管理机构；之后又撤销了工作室，由频道直接面对栏目管理。
2003年5月8日起，因央视新闻频道开播，原在该频道重播的《新闻30分》、《东方时空》、《新闻调查》、《实话实说》、《中国新闻》（21点档）退出本频道。同时，收视指南包装亦作出调整，背景为蓝绿色（最初仅在央视二套使用，2004年9月1日起改为央视二套与七套共用）。

### 经济频道时期
2003年10月20日起，继综合频道改版后，CCTV-2第二次大改版，呼号更为“经济频道”，频道口号最初为“更多机会，更多选择”，2004年年底改为“聚精会神搞建设，一心一意谋发展——与中国经济共同成长”，并同步推出频道形象片，宣传标志最初为“CCTV-经济”，2005年3月28日改为“CCTV-2 经济频道”，推出《第一时间》、《全球资讯榜》《绝对挑战》《非常6+1》《鉴宝》等新栏目，也意味着该频道开始向专业化频道方向迈进。
2006年8月7日，CCTV-2第三次改版，推出案例分析类栏目《商务时间》和大型娱乐栏目《购物街》。
2007年1月1日，CCTV-2更换频道包装。频道口号“经济频道，就在您身边”。
2008年10月27日，推出财经评论节目《今日观察》以及李咏主持的商界访谈类节目《咏乐汇》（2009年转入综艺频道后转型为娱乐访谈类节目），原《幸运52》停播。
2009年7月27日，原经济频道的《开心辞典》、《咏乐汇》、《非常6+1》等娱乐节目移至中央电视台综艺频道播出。《欢乐家庭》停播。

### 财经频道时期（2009年-2012年）
2009年8月24日，CCTV-2改版，频道更名为“财经频道”，并推出全新的宣传标志，频道整体包装和视觉效果也焕然一新。保留财经栏目和部分生活消费服务类节目，于中午时段播出《环球财经连线》，替代原有的《全球资讯榜》。
2012年8月24日，财经频道更换金黄色地球标志和总体包装，并正式启用“价值无处不在”的口号。新标志将“价值无处不在”的口号与财富金，以及中央二套的元素和谐的融汇在一起，并且巧妙的规避了一些难点，体现了财经频道拥有全球财经信息，通过频道的平台运作发布，形成度的共赢。此轮改版后，《对手》节目停播。
2009年到2012年间，该频道没有安排播出体育节目，而是在空闲期间则会另外播出自己制作编辑的赛事片段节目，如《奥运进行时》。2016年里约奥运会，CCTV-2播出由体育频道编辑的奥运赛事精选，不参与赛事转播。

### 财经频道时期（2013年-2017年）
2013年2月25日起，该频道正式在新址播出。
2013年8月开始，财经频道在中午时间段开始重播CCTV-1的部分节目，频道定位也调整为以财经为主、生活消费为辅助的频道。此前财经频道也有时会在凌晨时段及非交易日播放电视剧，自2014年7月3日清晨5:50分《感动生命》结局播放完毕后，财经频道也已取消凌晨时段电视剧的播出，现财经频道凌晨播放自制节目（如：《周末特供》、《交换空间》等）及CCTV-1的部分节目。目前财经频道除了在交易日固定的财经类节目和财经新闻报道以外，在周末和节假日还会播出部分生活消费、综艺娱乐与科教类节目。
2014年1月1日起，该频道的高清版通过中星6A上星播出，开始了高清、标清同播。2014年9月19日至10月4日韩国仁川亚运会期间，CCTV-2恢复了重大体育赛事的转播任务，部分时段与体育赛事频道（CCTV-5+）并机转播亚运赛事，并转播了开闭幕式。（因当天开闭幕式在北京时间19点，与《新闻联播》首播时间冲突，故当天CCTV-1没有转播开闭幕式）
2015年5月1日0时起，财经频道正式完成搬迁工作，正式开始在新台址制作节目。此轮改版同时更换新包装和新闻镜面，同时标清版在播出16:9的节目时，由原来的信箱模式（上下加黑边方式）显示16:9画面改为将16:9播出素材横向压缩成4:3，同时台标横向压缩以适应16:9格式。2015年8月4日，《交易时间》节目调整，周一至周五上午档9:00播出只播一小时，下午档改为14:00播出一小时，在10:00-14:00时段则拿其他财经频道自办生活消费类栏目、《环球财经连线》午间档和CCTV-1重播节目填补。
2015年9月3日，财经频道因特别纪念日为股市休市期，故参与纪念反法西斯战争胜利70周年阅兵式和文艺晚会的转播（包含当天的《新闻联播》），并在9月1日连续5天大量播出相关专题片和其他节目。
2016年1月4日起，财经频道增加《整点财经》，每周一至周五10点、15点、16点、17点播出10分钟；2017年1月3日起，《整点财经》每节时长增加到15分钟。

### 财经频道时期（2018年至今）
2018年1月1日起，财经频道再次改版，并大幅度调整编排，打造半专业化、周间全天日间滚动化编排，以及晚间直播全周打通。其中《中国财经报道》将由原来的周播资讯节目变成交易时段日间滚动的新闻直播节目，取代原来的《整点财经》栏目，周一至周五上午10:00、11:00、下午15:00-17:00间每小时15分钟；《交易时间》净时长增加一小时，即下午版提前到13:00开始，《经济半小时》调整至周一至周五黄金主档，晚20:00播出，《央视财经评论》改为每日21:15直播。同时停播《经济与法》、《市场分析室》等栏目。黄金播出带放置在21:45档播出。
2019年10月1日，财经频道与CCTV-1/3/4/7/13/17等频道并机播出国庆70周年阅兵、《新闻联播》，以及联欢活动。
2019年10月21日，中央广播电视总台财经节目中心成立后的财经频道全新改版亮相。此次改版，财经频道定位更清晰，主业更突出，内容更聚焦。频道功能定位于“专业、权威、价值”，通过高质量的财经节目占据财经舆论制高点。财经频道这次改版最大的变化，就是大幅度增加了财经新闻的容量和分量，节目的新闻性显著增强。改版后，财经新闻栏目总时长达到540分钟，比之前增加了74%，形成了贯穿全天的新闻资讯流，对财经新闻进行不间断的报道和解读。《第一时间》开启每天的早间问候，全天七档《正点财经》与财经市场同步、与全球经济共振，午间《天下财经》荟萃当日天下财经动态，晚间的《经济半小时》、《经济信息联播》、《央视财经评论》对当天经济大事进行全方位报道解读和深入评论。改版后的财经频道将构建一个全天候财经媒体框架，力求具备与中国经济相匹配的专业性和权威性，具有国际一流财经媒体的风范。此轮改版启用新标志，并更换成扁平化包装及新闻镜面，各时段新闻节目采用相对统一风格的片头片尾音乐及包装（与CCTV-13的做法类似）。原来的金黄色地球标志和“价值无处不在”的口号停止使用，新口号为“财经频道，看见价值”。
2020年1月1日，CCTV-2开始在每天7:00播放《中华人民共和国国歌》。

## 节目
央视财经频道每天有多档固定的财经新闻资讯节目。财经频道并有陈蓓蓓、高博、謝穎穎、计渝等多位知名主持人。
1. 以下内容仅供参考，最终播出时间及播出内容可能有变动，以实际播出为准。
2. 所列编排自2019年10月21日起执行。于部分法定节假日、重要的全国性政治会议期间，本频道通常会推出特别版面，故下列节目表与频道公布的特别版面节目表可能有所不同。除《第一时间》外，其余新闻资讯节目暂停播出。
3. 播出总台财经节目中心制作的纪录片或重点晚会期间，工作日《經濟半小時》、周六《欢乐大猜想》、周日《一槌定音》暂停播出，其他节目视情况提前播出。每周六19:30档为季播节目播出时段，若现时无季播节目则为重播纪录片或过往季播节目。

### 财经新闻资讯节目
| - 《第一时间》每天7:00-9:00直播 - 《天下财经》每天12:00-13:00直播 - 《经济信息联播》每天20:30-21:30直播 | - 《正点财经》于交易日9:00-10:30、11:00-11:30、14:00-14:30、15:00-15:30、16:00-17:30直播 - 《央视财经评论》周一至周五21:30-21:55 - 《經濟半小時》周一至周五20:00-20:30 - 《财经调查》周日20:00-20:30 |

### 生活资讯服务节目
| - 《回家吃饭》周一至周五晚18:30 - 《生财有道》週一至週五晚19:00 - 《消费主张》週一至週五晚19:30 - 《精品财经纪录》周一至周日晚17:30 | - 《欢乐大猜想》周六晚18:30 - 《央央好物嗨购派》周六16:45 - 《一槌定音》周日晚18:00 - 《职场健康课》周日晚19:00 | - 《对话》周六晚21:30 - 《中国经济大讲堂》周日晚21:30 |

### 季播节目/重点晚会
- 《3·15晚会》[註 3]
- 《魅力中国城》
- 《交换空间》→《空间榜样》→《生活家》→《超级生活家》
- 《遇见大咖》
- 《秘密大改造》（脱胎于原《交换空间》）
- 《厨王争霸》→《巅峰食刻》（每年不定期在春节及国庆节等公众假期期间推出）
- 《中国国宝大会》
- 《中国美好生活城市盛典》
- 《中国品牌强国盛典》
- 《中国汽车风云盛典》
- 《澳门双行线》
- 《中国米食大会》
- 《中国短视频大会》
- 《金牌新字号》
- 《国潮盛典》
- 《乡村振兴中国行》

### 重播节目时段
- 《周末特供》[註 4]

### 曾播出栏目

#### 1990年代
| - 《新闻联播》（CCTV-1的节目） - 《新闻30分》（CCTV-1的节目） - 《中国中央电视台新闻》/《中国新闻》（CCTV-4的节目） - 《东方时空》（CCTV-13的节目） | - 《英语新闻》（CCTV News） - 《法语新闻》（CCTV Le Journal） - 《今日中国》（China Today） - 《动画城》（移至CCTV-1播出，现为《第一动画乐园》） | - 《半边天》 - 《夕阳红》（移至CCTV-12播出） - 《12演播室》 - 《正大综艺》 | - 《电视你我他》 - 《军事天地》 - 《人民子弟兵》 - 《世界体育报道》 |

#### 本频道主流节目
| - 《新聞財經》 - 《非常6+1》（移至CCTV-3播出） - 《幸运52》→《咏乐汇》（移至CCTV-3播出，现为《回声嘹亮》） - 《东西南北中》 - 《欢乐家庭》 | - 《梦想中国》 - 《开心辞典》（移至CCTV-3播出，现为《开门大吉》） - 《商务时间》 - 《春暖》 - 《赢在中国》 - 《绝对挑战》 | - 《今晚》 - 《分秒必争》 - 《商道》 - 《对手》 - 《滔滔不绝》 - 《经济与法》（现为《中国经济大讲堂》） | - 《市场分析室》 - 《生活》（现为《消费主张》） - 《为您服务》（现为《生财有道》） - 《美味中国-三人餐桌》→《美食美客-三人餐桌》（现为《回家吃饭》） - 《超级减肥王》 - 《国际财经报道》（现为《天下财经》） - 《开学第一课》（2010年起改CCTV-1首播，2011年起交由CCTV-1制作，2015年曾在该频道重播） | - 《创业英雄汇》 - 《是真的吗？》 |

#### 重播过的其他频道节目
| - 《春节联欢晚会》 - 《越战越勇》 - 《挑战不可能》 - 《中国地名大会》 - 《中国诗词大会》 - 《兵器面面观》 - 《正大综艺》 - 《1起聊聊》 - 《出彩中国人》 - 《谢天谢地你来啦》 - 《寻宝》 - 《加油！少年派》 - 《客从何处来》 | - 《叮咯咙咚呛》 - 《零零大冒险》 - 《嗨！2014》 - 《开学第一课》 - 《喜乐街》 - 《开讲啦》 - 《博乐先生微逗秀》 - 《等着我》 - 《机智过人》 - 《幸福账单》 - 《开门大吉》 - 《综艺喜乐汇》 |

## 播出
央视财经频道是一个以“财政经济”为核心内容，辅以生活服务、消费时尚类的频道。但是由于财经节目时间有限，只在交易日的部分时段播出。而其他专业财经证券类如股评节目的则在CCTV证券资讯频道播出，但从2017年11月8日该频道停播。
在交易日时段，央视财经频道的财经直播节目照常播出。为了弥补频道节目的不足，央视在非财经节目的空闲时段安排了其他节目在此频道播出（一般为CCTV-1的重播节目）。2018年全频道扩大交易时段节目，实现周间全天日间滚动直播、晚间直播全周打通。
在亚运会、奥运会等重大体育比赛期间，根据亚奥理事会或国际奥委会的相关规定，央视财经频道会在每天下午安排播出两小时赛事录像。2019年中央广播电视总台财经节目中心成立后，央视财经频道会与央视综合频道、央视新闻频道併机直播各类重大时政活动。
2008年及之前，当时的经济频道曾使用单行的新闻跑马灯，只显示新闻资讯。2009年至2015年4月期间，新闻节目中开始使用分为两行的底部跑马灯，上行显示股票、汇率等信息，下行显示新闻资讯；2015年5月至2017年12月，随着财经频道更新包装，跑马灯两行所显示的信息互相调换，改为上行显示新闻资讯，下行显示股票、汇率信息；2018年起，改回单行跑马灯，显示的信息取决于具体节目：《交易时间》中跑马灯显示股票、汇率信息，并于股市开盘后在跑马右上方显示国际股指信息，而《第一时间》、《中国财经报道》、《国际财经报道》和《经济信息联播》中跑马灯则显示新闻资讯。2019年10月21日，财经频道再度全新改版后更换成扁平化设计的新闻镜面和跑马灯。